# ロビン・セーデリング
ロビン・ボー・カール・セデ-リング（Robin Bo Carl Söderling, スウェーデン語発音: [ˈrɔbːɪn ˈsøːdɛɭɪŋ]; 1984年8月14日 - ）は、スウェーデン・ティブロ出身の元男子プロテニス選手。ATPツアーでシングルス10勝、ダブルス1勝を挙げた。ATPランキング自己最高位はシングルス4位、ダブルス109位。日本語ではソダーリング、ソダーリン、ソーダリン、ソーデリン、ソデルリング等の表記揺れも見られる。
グランドスラム準優勝2回、マスターズ1000優勝1回。特に2009年全仏オープン男子シングルスでは4連覇中のラファエル・ナダルに勝利。2005年から2024年までの20年間でナダルが全仏オープンにて敗北を喫した3人の選手の中の1人である。　
また2010年全仏オープン男子シングルス準々決勝では、2004年ウィンブルドン以降6年近くにわたりグランドスラム23大会連続準決勝進出していたロジャー・フェデラーに勝利し、フェデラーの連続記録ストップに成功した選手でもある。
2011年7月を最後にツアーから遠ざかっていたが2015年12月23日正式に現役引退。

## 選手経歴

### プロ転向-2004年
5歳からテニスを始め、2001年にプロ入り。2002年全米オープンで4大大会にデビューし、マルセロ・リオスとの2回戦に進出する。2003年ウィンブルドン選手権でティム・ヘンマンとの3回戦に進み、地元のストックホルム・オープンでツアー大会初の決勝戦に進出した。この時はマーディ・フィッシュに5-7, 6-3, 6-7(4)で敗れ、最初のチャンスを逃している。2004年、彼は男子テニス国別対抗戦・デビスカップスウェーデン代表選手に初選出され、同年のアテネ五輪代表にも選ばれた。初めてのオリンピックではシングルス・ダブルスとも1回戦敗退に終わり、シングルス1回戦はスペインのフェリシアーノ・ロペスに敗れ、トーマス・エンクビストと組んだダブルスでもイスラエルのジョナサン・エルリック/アンディ・ラム組に敗れた。オリンピックの2か月後、10月のリヨン・グランプリ決勝でグザビエ・マリスを6-2, 3-6, 6-4で破り、ツアー初優勝を果たす。

### 2005年-2008年
2005年1月末のミラノ・インドア決勝で、セーデリングはラデク・ステパネクに6-3, 6-7(2), 7-6(5)で競り勝ち、ツアー2勝目を獲得した。それからしばらく低迷ぎみの時期があったが、2008年にシングルスで4大会の決勝戦に進み、2度目のオリンピックにも出場した。2008年ウィンブルドン選手権終了直後のスウェーデン・オープンで、セーデリングは同国の先輩選手ヨナス・ビョルクマンと組んでダブルス初優勝を果たした。8月の北京五輪もシングルス・ダブルス共に1回戦敗退に終わり、シングルスはジル・シモンに敗れ、ビョルクマンとのダブルスもスペインのラファエル・ナダル/トミー・ロブレド組に敗退した。10月のストックホルム・オープンでは準決勝で錦織圭を6-1, 6-0で圧倒し、決勝でダビド・ナルバンディアンに2-6, 7-5, 3-6で敗れて準優勝。リヨン・グランプリの決勝では地元フランスのジュリアン・ベネトーを6-3, 6-7, 6-1で破り、同大会で4年ぶり2度目の優勝を決めた。こうして、セーデリングは3年半ぶりのツアーシングルス3勝目を獲得した。

### 2009年 全仏準優勝・ツアーファイナルベスト4

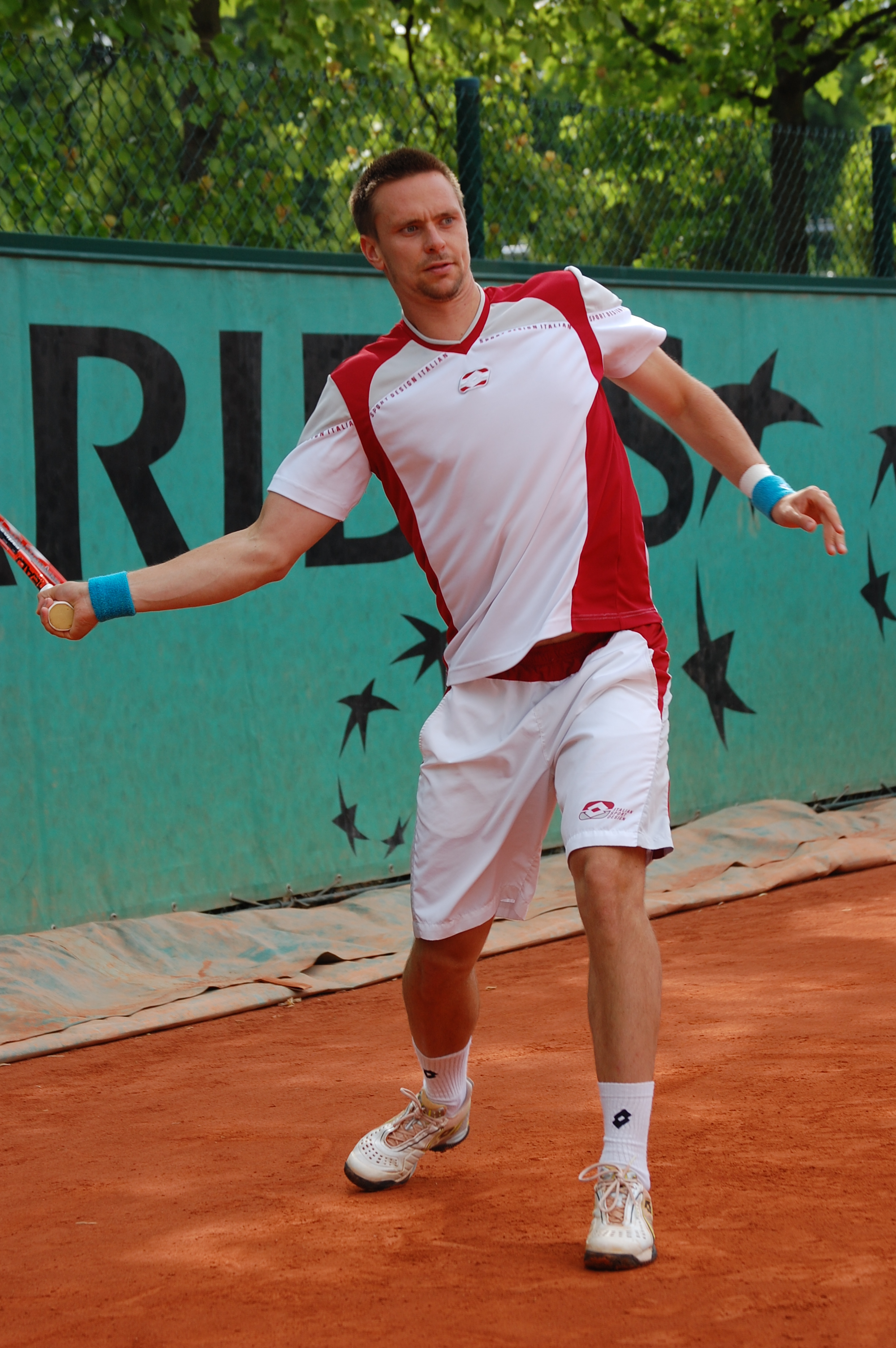
2009年全仏オープンにて

全豪オープンで、セーデリングは2回戦で3年前の準優勝者マルコス・バグダティスに6-3, 5-7, 3-6, 3-6で敗れた。この年前半はなかなか勝てなかったものの、全仏オープンで旋風を起こし、4回戦で大会5連覇を目指した第1シードのラファエル・ナダルを6-2, 6-7(2), 6-4, 7-6(2)で破る勝利を挙げた（2005年全仏オープンでの初出場から初優勝したナダルにとっては、これは全仏初黒星だった）。さらに準々決勝でニコライ・ダビデンコを、準決勝でフェルナンド・ゴンサレスを破り決勝進出。決勝では第2シードのロジャー・フェデラーに1-6, 6-7(1), 4-6で敗れて準優勝になり、スウェーデン勢として1988年のマッツ・ビランデル以来21年ぶりとなる全仏優勝は成らなかった。初優勝したフェデラーは、セーデリングの前で宿願のキャリア・グランドスラムを達成した。
ウィンブルドン選手権以後、彼の名前はスウェーデン語読みにより近い「ロビン・セーデリング」と表記されるようになる。ここでは4回戦でフェデラーに4-6, 6-7(5), 6-7(5)のストレートで敗れた。この後、彼は7月にスウェーデン・オープンの決勝でフアン・モナコを6-3, 7-6(4)で破り、ツアー4勝目を獲得した。2009年は前半の10大会でわずか9勝しかあげられなかったが、全仏オープン以降は地元スウェーデンの大会で優勝するなど40勝10敗と驚異的なペースで勝ち星を重ね、ランキングを9位まで上げる。アンディ・ロディックが負傷により辞退したために、その年のランキング上位8名しか出場できないATPワールドツアー・ファイナルにも繰り上がりで出場する。大会では最下位シードながらも世界2位ナダル、世界3位ノバク・ジョコビッチをストレートで破り、グループBを1位で通過する。準決勝ではフアン・マルティン・デル・ポトロに逆転で敗れた。

### 2010年 2年連続全仏準優勝・マスターズ優勝
年初の全豪オープンでまさかの初戦敗退を喫したが、2月のABNアムロ世界テニス・トーナメントでミハイル・ユージニーの途中棄権により優勝。全仏オープンでは準々決勝でフェデラーを下し、フェデラーが続けていたグランドスラムの連続準決勝以上進出記録を「23」で止めたが、決勝でナダルに敗れ、2年連続の準優勝となった。ウィンブルドンでも準々決勝でナダルに敗れた。BNPパリバ・マスターズではガエル・モンフィスに6–1, 7–6で勝利して初のマスターズ1000のタイトルを獲得。ランキングを自己最高の4位に上げた。

### 2011年～　病気により休場・引退へ
開幕戦のブリスベン国際で アンディ・ロディックを6–3, 7–5で破りツアー7勝目を挙げた。全豪オープンは4回戦でアレクサンドル・ドルゴポロフに6-1, 3-6, 1-6, 6-4, 2-6で敗退。2月のABNアムロ世界テニス・トーナメントでジョー＝ウィルフリード・ツォンガを6–3, 3–6, 6–3で破り連覇、ツアー8勝目を挙げた。翌週のオープン13でもマリン・チリッチを6–7(8), 6–3, 6–3で破り優勝した。全仏オープンは準々決勝で去年の決勝の再現となったナダルに4-6, 1-6, 6-7(3)で敗れた。7月のスウェーデン・オープンでは決勝でダビド・フェレールを6–2, 6–2で勝利し地元でシングルス10勝目を挙げた。しかしこの試合を最後に、伝染性単核球症のためツアーから離脱する。以降は単核症の症状に苦しみツアーに復帰できず、事実上の引退状態となっていたが、2015年12月23日正式に現役引退を発表した。

## プレースタイル等
パワフルなグラウンドストローカー。
両手バックハンドは正確性を重視するが、フォアハンドはツアー屈指の威力があった。サーブも最速220キロ以上と強力であり、ハードコート、クレーコートを得意としていた。

## 主要大会決勝

### グランドスラム決勝

#### シングルス:2（2準優勝）
| 結果   | 年     | 大会         | サーフェス | 対戦相手             | スコア             |
| ------ | ------ | ------------ | ---------- | -------------------- | ------------------ |
| 準優勝 | 2009年 | 全仏オープン | クレー     | ロジャー・フェデラー | 1-6, 6-7(1-7), 4-6 |
| 準優勝 | 2010年 | 全仏オープン | クレー     | ラファエル・ナダル   | 4-6, 2-6, 4-6      |

### マスターズ1000決勝

#### シングルス:1（1タイトル）
| 結果 | 年     | 大会 | サーフェス    | 対戦相手           | スコア        |
| ---- | ------ | ---- | ------------- | ------------------ | ------------- |
| 優勝 | 2010年 | パリ | ハード (室内) | ガエル・モンフィス | 6-1, 7-6(7-1) |

## ATPツアー決勝進出結果

### シングルス: 20回 (10勝10敗)
| 大会グレード                    |
| グランドスラム (0–2)            |
| ATPファイナルズ (0–0)           |
| ATPツアー・マスターズ1000 (1–0) |
| ATPツアー500 (2–4)              |
| ATPツアー250 (7–4)              |

| サーフェス別タイトル |
| ハード (5–6)         |
| クレー (2–4)         |
| 芝 (0–0)             |
| カーペット (3–0)     |

| サーフェス別タイトル |
| 屋外 (3–4)           |
| 室内 (7–6)           |

| 結果   | No. | 決勝日         | 大会           | サーフェス        | 対戦相手                         | スコア                  |
| ------ | --- | -------------- | -------------- | ----------------- | -------------------------------- | ----------------------- |
| 準優勝 | 1.  | 2003年10月20日 | ストックホルム | ハード (室内)     | マーディ・フィッシュ             | 5-7, 6-3, 6-7(4-7)      |
| 準優勝 | 2.  | 2004年2月23日  | マルセイユ     | ハード (室内)     | ドミニク・フルバティ             | 6-4, 4-6, 4-6           |
| 優勝   | 1.  | 2004年10月4日  | リヨン         | カーペット (室内) | グザビエ・マリス                 | 6-2, 3-6, 6-4           |
| 優勝   | 2.  | 2005年1月31日  | ミラノ         | カーペット (室内) | ラデク・ステパネク               | 6-3, 6-7(2-7), 7-6(7-5) |
| 準優勝 | 3.  | 2006年2月20日  | メンフィス     | ハード (室内)     | トミー・ハース                   | 3-6, 2-6                |
| 準優勝 | 4.  | 2008年2月18日  | ロッテルダム   | ハード (室内)     | ミカエル・ロドラ                 | 7-6(7-3), 3-6, 6-7(4-7) |
| 準優勝 | 5.  | 2008年2月25日  | メンフィス     | ハード (室内)     | スティーブ・ダルシス             | 3-6, 6-7(5-7)           |
| 準優勝 | 6.  | 2008年10月6日  | ストックホルム | ハード (室内)     | ダビド・ナルバンディアン         | 2-6, 7-5, 3-6           |
| 優勝   | 3.  | 2008年10月26日 | リヨン         | カーペット (室内) | ジュリアン・ベネトー             | 6-3, 6-7(5-7), 6-1      |
| 準優勝 | 7.  | 2009年6月7日   | 全仏オープン   | クレー            | ロジャー・フェデラー             | 1-6, 6-7(1-7), 4-6      |
| 優勝   | 4.  | 2009年7月19日  | ボースタード   | クレー            | フアン・モナコ                   | 6-3, 7-6(7-4)           |
| 優勝   | 5.  | 2010年2月14日  | ロッテルダム   | ハード (室内)     | ミハイル・ユージニー             | 6-4, 2-0 途中棄権       |
| 準優勝 | 8.  | 2010年4月25日  | バルセロナ     | クレー            | フェルナンド・ベルダスコ         | 3-6, 6-4, 3-6           |
| 準優勝 | 9.  | 2010年6月6日   | 全仏オープン   | クレー            | ラファエル・ナダル               | 4-6, 2-6, 4-6           |
| 準優勝 | 10. | 2010年7月18日  | ボースタード   | クレー            | ニコラス・アルマグロ             | 5-7, 6-3, 2-6           |
| 優勝   | 6.  | 2010年11月14日 | パリ           | ハード (室内)     | ガエル・モンフィス               | 6-1, 7-6(7-1)           |
| 優勝   | 7.  | 2011年1月9日   | ブリスベン     | ハード            | アンディ・ロディック             | 6-3, 7-5                |
| 優勝   | 8.  | 2011年2月13日  | ロッテルダム   | ハード (室内)     | ジョー＝ウィルフリード・ツォンガ | 6-3, 3-6, 6-3           |
| 優勝   | 9.  | 2011年2月20日  | マルセイユ     | ハード (室内)     | マリン・チリッチ                 | 6-7(8-10), 6-3, 6-3     |
| 優勝   | 10. | 2011年7月17日  | ボースタード   | クレー            | ダビド・フェレール               | 6-2, 6-2                |

### ダブルス: 2回 (1勝1敗)
| 結果   | No. | 決勝日        | 大会         | サーフェス | パートナー               | 対戦相手                                            | スコア           |
| ------ | --- | ------------- | ------------ | ---------- | ------------------------ | --------------------------------------------------- | ---------------- |
| 優勝   | 1.  | 2008年7月7日  | ボースタード | クレー     | ヨナス・ビョルクマン     | ヨハン・ブルンストロム ジャン＝ジュリアン・ロイヤー | 6-2, 6-2         |
| 準優勝 | 1.  | 2009年7月19日 | ボースタード | クレー     | ロベルト・リンドステット | ヤロスラフ・レビンスキー フリップ・ポラーシェク     | 6-1, 3-6, [7-10] |

## 成績

### 4大大会シングルス
略語の説明
| W | F | SF | QF | #R | RR | Q# | LQ | A | Z# | PO | G | S | B | NMS | P | NH |

W=優勝, F=準優勝, SF=ベスト4, QF=ベスト8, #R=#回戦敗退, RR=ラウンドロビン敗退, Q#=予選#回戦敗退, LQ=予選敗退, A=大会不参加, Z#=デビスカップ/BJKカップ地域ゾーン, PO=デビスカップ/BJKカッププレーオフ, G=オリンピック金メダル, S=オリンピック銀メダル, B=オリンピック銅メダル, NMS=マスターズシリーズから降格, P=開催延期, NH=開催なし.
| 大会           | 2002 | 2003 | 2004 | 2005 | 2006 | 2007 | 2008 | 2009 | 2010 | 2011 | 通算成績 |
| -------------- | ---- | ---- | ---- | ---- | ---- | ---- | ---- | ---- | ---- | ---- | -------- |
| 全豪オープン   | A    | LQ   | 2R   | 1R   | A    | 1R   | A    | 2R   | 1R   | 4R   | 5–6      |
| 全仏オープン   | A    | LQ   | 1R   | 2R   | 1R   | 1R   | 3R   | F    | F    | QF   | 19–8     |
| ウィンブルドン | A    | 3R   | 1R   | 1R   | 1R   | 3R   | 2R   | 4R   | QF   | 3R   | 14–9     |
| 全米オープン   | 2R   | 1R   | 2R   | 3R   | 2R   | A    | 1R   | QF   | QF   | A    | 13–8     |

### 大会最高成績
| 大会                 | 成績 | 年                     |
| -------------------- | ---- | ---------------------- |
| ATPファイナルズ      | SF   | 2009                   |
| インディアンウェルズ | SF   | 2010                   |
| マイアミ             | SF   | 2010                   |
| モンテカルロ         | QF   | 2007                   |
| マドリード           | QF   | 2011                   |
| ローマ               | QF   | 2011                   |
| カナダ               | 3R   | 2008, 2010             |
| シンシナティ         | 3R   | 2004, 2006, 2008, 2010 |
| 上海                 | QF   | 2009, 2010             |
| パリ                 | W    | 2010                   |
| ハンブルク           | 3R   | 2006, 2008             |
| オリンピック         | 1R   | 2004, 2008             |
| デビスカップ         | SF   | 2007                   |

### 世界ランキング
|      | 2001 | 2002 | 2003 | 2004 | 2005 | 2006 | 2007 | 2008 | 2009 | 2010 | 2011 |
| ---- | ---- | ---- | ---- | ---- | ---- | ---- | ---- | ---- | ---- | ---- | ---- |
| 順位 | 443  | 176  | 59   | 34   | 77   | 25   | 41   | 17   | 8    | 5    | 13   |